# Eduard Georg Schröter
Eduard Georg Schröter (* 4. Juli 1811 in Lengede; † 22. April 1888 in Sauk City, Wisconsin) war ein deutscher evangelischer Theologe und Mitbegründer der Freien Gemeinde in den USA.

## Leben
Seinen Unterricht genoss Schröter durch Hauslehrer. Mit 14 Jahren besuchte er dann die Gelehrtenschule in Wolfenbüttel und wechselte später auf das Gymnasium Andreanum zu Hildesheim. Seinen Schulabschluss erreichte er am Collegium Carolinum in Braunschweig. Bereits als Schüler schloss er sich einer verbotenen burschenschaftlichen Vereinigung an.
Ab Sommer 1833 studierte Schröter in Jena Theologie, Philosophie und Geschichte. 1834 wechselte er an die Universität Göttingen und schloss zwei Jahre später sein Studium ab. An der Universität gehörte er ebenfalls einer studentischen Verbindung an, die verboten war.
Als Dozent und Pastor wurde er 1845 wegen seiner revolutionären Anschauungen aus der protestantischen Landeskirche des Königreichs Hannover ausgeschlossen. Noch im selben Jahr schloss sich Schröter der deutschkatholischen Bewegung an. Im November dieses Jahres ging er nach Worms und gründete dort eine Zweigstelle des deutschkatholischen Vereins.
Zur Jahreswende 1845/46 heiratete er. Mit seiner Ehefrau hatte er zwei Kinder. Wegen seiner Arbeit als Prediger des deutschkatholischen Vereins drohte ihm ab 1848 die Ausweisung aus dem Großherzogtum Hessen. Auch als Schriftsteller wurde er den Behörden immer verdächtiger.
Am 23. Mai 1850 wurde er zusammen mit seiner Familie ausgewiesen, und er emigrierte in die USA. Am 11. Juli 1850 erreichten sie New York. Eigentlich plante die Familie eine Weiterreise, doch als die Ehefrau am 1. Januar 1851 starb, blieb Schröter in der Stadt.
Dort in New York gründete Schröter die Freie Gemeinde von New York City. Mit verschiedenen Vortragsreisen bewirkte er ähnliche Gründungen in Boston, Mass., Norwich, Conn., Hartwich, New Haven, Conn. und Bridgeport, Conn. Die Deutsche Freie Gemeinde von Milwaukee, Wisc. berief Schröter Ende 1851 zu ihrem Sprecher.
Zwischen 21. September 1851 und 16. Oktober 1853 fungierte Schröter als Herausgeber der Zeitschrift Humanist. Krankheitsbedingt verließ er die Großstadt Milwaukee und ließ sich in Sauk City nieder. Dort heiratete er 1853 Elise Cunradi Graepel. Am 27. Mai 1853 berief ihn die Freie Gemeinde von Sauk County zu ihrem Sprecher.
Mit seiner Arbeit bewirkte Schröter, dass mit der Zeit Wisconsin zu einem Zentrum der deutsch-amerikanischen Freidenker wurde. 1882 legte Schröter krankheitsbedingt alle Ämter nieder und starb noch im selben Jahr im Alter von 77 Jahren.

## Werke
- Der alte Weihnachtsglaube und der freie Geist der neuen Zeit (1871)
- Eures Vaters Wohlgefallen ist es, euch das Reich zu geben (1845)
- Die rechte Stellung des Seelendurstes (1843)
- Die Welt und ihr Urtheil über die Zeichen der Zeit (1845)